# Municipio de Laenna
El municipio de Laenna (en inglés: Laenna Township) es un municipio ubicado en el condado de Logan en el estado estadounidense de Illinois. En el año 2010 tenía una población de 584 habitantes y una densidad poblacional de 6,43 personas por km².

## Geografía
El municipio de Laenna se encuentra ubicado en las coordenadas 40°0′42″N 89°12′1″O / 40.01167, -89.20028. Según la Oficina del Censo de los Estados Unidos, el municipio tiene una superficie total de 90.83 km², de la cual 90,78 km² corresponden a tierra firme y (0,06 %) 0,05 km² es agua.

## Demografía
Según el censo de 2010, había 584 personas residiendo en el municipio de Laenna. La densidad de población era de 6,43 hab./km². De los 584 habitantes, el municipio de Laenna estaba compuesto por el 99,14 % blancos, el 0,17 % eran amerindios y el 0,68 % eran de una mezcla de razas. Del total de la población el 0,17 % eran hispanos o latinos de cualquier raza.